# Солнцеворот (альбом «Алисы»)
«Солнцеворо́т» — десятый студийный альбом группы «Алиса», вышедший 25 февраля 2000 года. Альбом записывался в обновленном составе с участием Евгения Лёвина и Дмитрия Парфёнова. При оформлении использовался новый логотип группы из-за конфликта по поводу авторских прав с художником-автором старого. На песню «Рождество» был снят клип, премьера которого состоялась 10 января на канале «ОРТ».
Также была издана книга «Солнцеворот», в которую вошли статьи, стихи, тексты, которые были объединены в десять циклов, а также оригинальная графика московского художника Е. Маньшавиной, цветные и чёрно-белые фотографии из личного архива Константина Кинчева.

## История
Летом 1998 года группа «Алиса» приступила к работе над альбомом «Солнцеворот». Запись альбома началась в Санкт-Петербурге на репетиционной базе группы. Голоса, компьютеры, бас-гитара были добавлены в деревне, в которой живут Константин Кинчев и Пётр Самойлов. Сведение альбома осуществляли звукоинженеры студии «Добролёт».
На песню «Рождество» был снят клип. Также планировалось снять видео на песню «Смерть», но не получилось из-за недостатка финансовых средств.
К. Кинчев об альбоме:

Я старался, чтоб после прослушивания диска у ребят жизнь текла уже чуть легче и чуть светлее. Чтоб «Солнцеворот» давал силу тем, кто его слушает. Дарил импульс к жизни. Бесспорно, новый альбом «Алисы» — очень личный. Как и все предыдущие. Хотя как самые «знаковые» для «Алисы» я воспринимаю три: «Шабаш», «Чёрную Метку» и «Солнцеворот»… «Солнцеворот» — наиболее ясное прочтение того пути, которым идёт сейчас по жизни «Алиса» и я сам, Константин Кинчев. В этом альбоме есть выход.

## Список композиций
Все тексты написаны Константином Кинчевым, вся музыка написана Константином Кинчевым.
| №   | Название          | Музыка                      | Длительность |
| --- | ----------------- | --------------------------- | ------------ |
| 1.  | «Солнцеворот»     |                             | 2:34         |
| 2.  | «Звезда свиней»   |                             | 3:36         |
| 3.  | «По барабану»     |                             | 2:42         |
| 4.  | «Рождество»       | Кинчев, Александр Пономарёв | 4:41         |
| 5.  | «Смерть»          |                             | 3:51         |
| 6.  | «Дорога в небо»   | Кинчев, Андрей Шаталин      | 2:22         |
| 7.  | «Повелитель блох» |                             | 4:55         |
| 8.  | «Православные»    | Кинчев, Пётр Самойлов       | 4:24         |
| 9.  | «Красные горы»    |                             | 4:55         |
| 10. | «Три дороги»      |                             | 3:20         |
| 11. | «Радости Печаль»  |                             | 7:10         |

- «Солнцеворот» была написана осенью, в сентябре, под впечатлением прожитого лета[3].
- «Звезда свиней» была написана в 1991 году и предназначалась Александру Невзорову, но со временем адрес песни расширился[4]. Цитата из песни: «…А знаешь, как лица превращаются в рыла / Когда власть скалит пасть?! / А знаешь, как в течение двух-трёх часов / Всех ставят на свои места?! / Когда тебе с экрана брызжет слюной / Такая вот…звезда, / звезда свиней» использовалась группой «Пилот» при оформлении альбома «Рыба, крот и свинья».
- «По барабану» была посвящена «небольшим бытовым причинам внутриалисовской жизни» вопреки мнению о том, что она предназначалась поклонникам группы, не разделяющим её направление развития[5].
- На «Рождество» был снят клип, премьера которого состоялась 10 января на канале «ОРТ».
- «Смерть» — «это всего лишь напоминание о том, что все мы смертны и смертны, как говорил один булгаковский персонаж, внезапно. Помнить об этом, на мой взгляд, необходимо. Помнить и делать свою жизнь угодной Господу, поэтому сентенция писателя Островского, озвученная мной много лет назад, сегодня для меня звучит ещё актуальней»[6]. Планировалось снять клип на песню, но по причине нехватки финансов идею не удалось претворить в жизнь.
- «Повелитель блох» был написан в 1994 году. Константин Кинчев сказал, что считает её и песню «Звезда свиней» «очень важными для отображения целостности палитры мира, над которым вращается летящий Крест Солнцеворота». По его словам, «без них альбом был бы выхолощен и одномерен»[7].
- На вопрос, почему в «Православных» нет живой энергии, как в песне «Кибитка», Константин Кинчев ответил, что для того, чтобы воспринимать теплоту песни, нужно самому принадлежать к описанному братству[8].
- «Красные горы» была отчасти посвящена одноимённой деревне под Лугой[9].
- Песня «Три дороги» дала название концерту, в котором приняли участие «Алиса», «ДДТ» и Вячеслав Бутусов. Константин Кинчев рассказал, что он подразумевал под каждой из дорог: «Первая дорога — путь разбоя, своеволия и наплевательства на закон. Вторая — бездействия и нравственной лености. И та и другая — это путь в никуда. Путь до Неба — дорога спасения»[10].
- «Радости Печаль» была написана 8 января 1998 года в Москве, на Покровке. Отвечая на вопросы в марте 2001 года, Константин Кинчев ответил, что именно её он считает самой лучшей на этом альбоме[11].

## Список исполнителей
- Константин Кинчев — вокал
- Пётр Самойлов — бас-гитара, бэк-вокал
- Андрей Шаталин — гитара
- Евгений Лёвин — гитара
- Михаил Нефёдов — барабаны
- Дмитрий Парфёнов — клавиши (2, 7, 11)
- Игорь Доценко — барабаны (2)
- Иво — голос (7)

## Оформление
Над обложкой альбома работали художники Василий Гаврилов и П. Семёнов (ВГdesign). В оформлении использовались вышивка Е. Маньшавиной, фотографии М. Полубояринова и В. Гаврилова, рукописи К. Кинчева. Константин Кинчев пригласил Гаврилова к себе домой для прослушивания альбома и предложил использовать в качестве главного элемента левостороннюю свастику. По словам жены Константина, прототипом послужила антикварная застёжка. Совсем недавно художник оформлял альбом «Улетай» группы «Калинов мост» и использовал при этом такой символ. Тогда было решено сделать асимметричную композицию, перетекающую на заднюю сторону и вставить в логотип группы свастику вместо буквы «и». Художник выдвинул опасения, что это может вызвать скандал, на что Константин ответил, что идёт на него в полной уверенности в своей правоте.
В итоге обложка «Солнцеворота» вызвала негативную реакцию со стороны средств массовой информации. Радиостанция «Наше радио» отказалась пускать в свой эфир песни с этого альбома, протестуя таким образом против изображённой свастики. Константин Кинчев объяснил смысл, который вкладывался в оформление:

Левосторонняя свастика — Дух, исходящий от Творца, то есть от Бога. И ежели человек берёт на себя смелость вращать свастику в правую сторону и делиться Духом Святым, то человек этот, как правило, заканчивает очень печально. Потому что нечеловеческое это дело… Левосторонняя свастика — это символ снискания благодати Святого Духа. Чем и должен заниматься любой православный христианин. Это самая главная задача для спасения бессмертной души, для жизни вечной. Вот это — доминанта всего альбома, его зерно. Мы находимся в состоянии снискания благодати Святого Духа. Наша свастика — левосторонняя. Боже упаси меня вращать её в правую сторону. Я не могу отказаться от этого знака, потому что альбом называется «Солнцеворот».

В одном из интервью Константин Кинчев, отвечая на вопрос «у какой из пластинок Алисы самая удачная обложка?», назвал «Солнцеворот».
Во время переговоров с Михаилом Козыревым Константин Кинчев предложил приклеить на компакт-диск стикер с цитатой «Я — антифашист» из песни «Тоталитарный рэп», но «Наше радио» не изменило своей позиции.

## Издания
- «Солнцеворот» был издан на лейбле, имеющем статус независимой фирмы грамзаписи — компании CD Land. 25 февраля 2000 года состоялся релиз альбома.
- В 2003 году студия «Союз» переиздала альбом с простым оформлением в виде двухстраничного буклета.
- В 2009 году REAL Records переиздал 17 номерных альбомов «Алисы» в большом картонном боксе. Издания в формате диджипака дополнены бонус-треками с концертных альбомов.

## Отзывы
В буклете «союзовского» издания 2003 года представлен следующий отзыв: «В музыкальном исполнении этот альбом оригинально сочетает в себе протестные ритмы „БлокАды“ и утвердительный размах „Шабаша“ — только уже на основе нового духовного опыта. „Алиса“ ничуть не отступила от своих красно-чёрных стихий и знамён, но окрестила их важнейшим христианским символом Солнцеворота, знаком снискания и обретения Благодати».
Андрей Бурлака в своей рок-энциклопедии подчеркнул, что материал «Солнцеворота» был, во многом, вдохновлён интересом Кинчева к панславизму и языческим корням русской культуры, в чём ранее преуспел его старый друг и единомышленник Дмитрий Ревякин.
Музыкальная газета: «За что сразу накинется критика на Кинчева? Правильно, за оформление: буквы „о“ в названии альбома представляют собой знак свастики. И тут можно запустить в ход рассуждения о том, что „жги-гуляй-рок“ АЛИСЫ со временем трансформировался в песни, в которых много кивков в сторону православия, а всякая вера, помимо того, что не терпит малейших отклонений от неё, как правило… сверхнациональна.
Старой АЛИСЫ не будет, забудьте: смерть Игоря Чумычкина, альбом его памяти „Чёрная метка“ поставили крест на прошлом группы. Упертые фэны ждали: Кинчев отдышался в „Джазе“, выпустил концертник, записал ремиксы, но сейчас-то он всем даст! Нет. АЛИСА стала другой. Черно-красные цвета сменились черно-белыми.
„Солнцеворот“, скомороший припляс, хотя с язычеством Константин Евгеньевич в себе ещё борется. „Звезда свиней“: не желает, не хочет быть музыкант звездой, задрав голову, на которую можно справлять в ночи нужду. „Смерть“, „Повелитель блох“. Одна больше, другая меньше допускают сравнения с творчеством Дмитрия Ревякина, которого КК любит и уважает. Начинает Кинчев что-то такое „заваривать“ — все у него в записи получается: несколько изящных фраз, дуновение старины, одинаково звучащий инструментал (на концертах песни удается за счет удлинения аранжировок вытянуть в развернутые композиции, часто интересные, но утомляющие), и уже давно не ставит он перед слушателем вопрос: что выбрать, куда идти? Песня „Православные“ — яркий пример… АЛИСА не стала скучной — она стала предсказуемой. И в текстах, и в музыке (Левин — гитарист опытный и классный, но сдвоенный гитарный центр Шаталин-Чумычкин был получше) — „Дорога в небо“, „Красные горы“. Светло и уютно на альбоме становится от „Рождества“, песни, которую можно причислить к лучшим балладным вещам группы».

## Книга «Солнцеворот»
В марте 2001 года издательство «Эксмо» выпустило в свет книгу стихов Константина Кинчева «Солнцеворот». По настоянию лидера группы «Алиса» тексты сгруппированы не по дате их написания, а в зависимости от их внутреннего содержания. Всего в книге есть десять смысловых разделов: «Полдень», «Финист», «Нате», «Асфальт», «Всё это», «Посолонки», «Явь», «Сиверга», «Зёрна» и «Соль». Также в книге можно найти оригинальную графику московского художника Е. Маньшавиной и цветные и чёрно-белые фотографии из личного архива Константина Кинчева.